# Zombie Shooter
Zombie Shooter ist ein US-amerikanischer Horrorfilm aus dem Jahr 2017 des Regisseurs Mike Cuff. Der Film erschien am 3. Mai 2019 in den Kinos und dann auf Video on Demand. Es basiert auf dem gleichnamigen Videospiel.

## Inhalt
Der Regierung ist nicht gelungen, die Ausbreitung eines Virus aufzuhalten. Viele Menschen verwandeln sich deshalb in blutrünstige Zombies. Als Reaktion rekrutiert die Regierung junge Soldaten, die die Untoten stoppen sollen. Angeführt von Captain Kyle Walker reist ein Elite-Team nach Terminal City, wo der Virus sein Ursprung hat. Das Team von Captain Kyle Walker ist auf der Suche nach Wissenschaftlern, die seit längerem an einem Heilmittel gegen das Virus forschen. Um zu ihnen zu kommen, muss sich das Team durch die von Untoten überfüllte Stadt kämpfen.

## Synchronisation
| Rolle               | Schauspieler      | Deutsche Synchronsprecher |
| ------------------- | ----------------- | ------------------------- |
| Captain Kyle Walker | Dolph Lundgren    | Manfred Lehmann           |
| Chris Northon       | Chris Galya       | Sebastian Kluckert        |
| General Conlan      | Joel Gretsch      | Christoph Banken          |
| Rockstock           | Isaiah Washington | K.Dieter Klebsch          |
| G-Dog               | Romeo Miller      | Ricardo Richter           |

## Veröffentlichung
Zombie Shooter wurde erstmals beim Internationalen Filmfestival Moskau im Jahr 2017 gezeigt. Der Film wurde am 3. Mai 2019 in den Kinos und später als Video-on-Demand veröffentlicht.

## Kritiken
„[…] Eine denkbar schlicht gestrickte Horror-Videospielverfilmung um den in die Jahre gekommenen Actionstar Dolph Lundgren, die genau das einlöst, was der Titel verspricht.“

Bobby LePire von Film Threat gab dem Film vier von zehn Sternen.